# Caravançarai

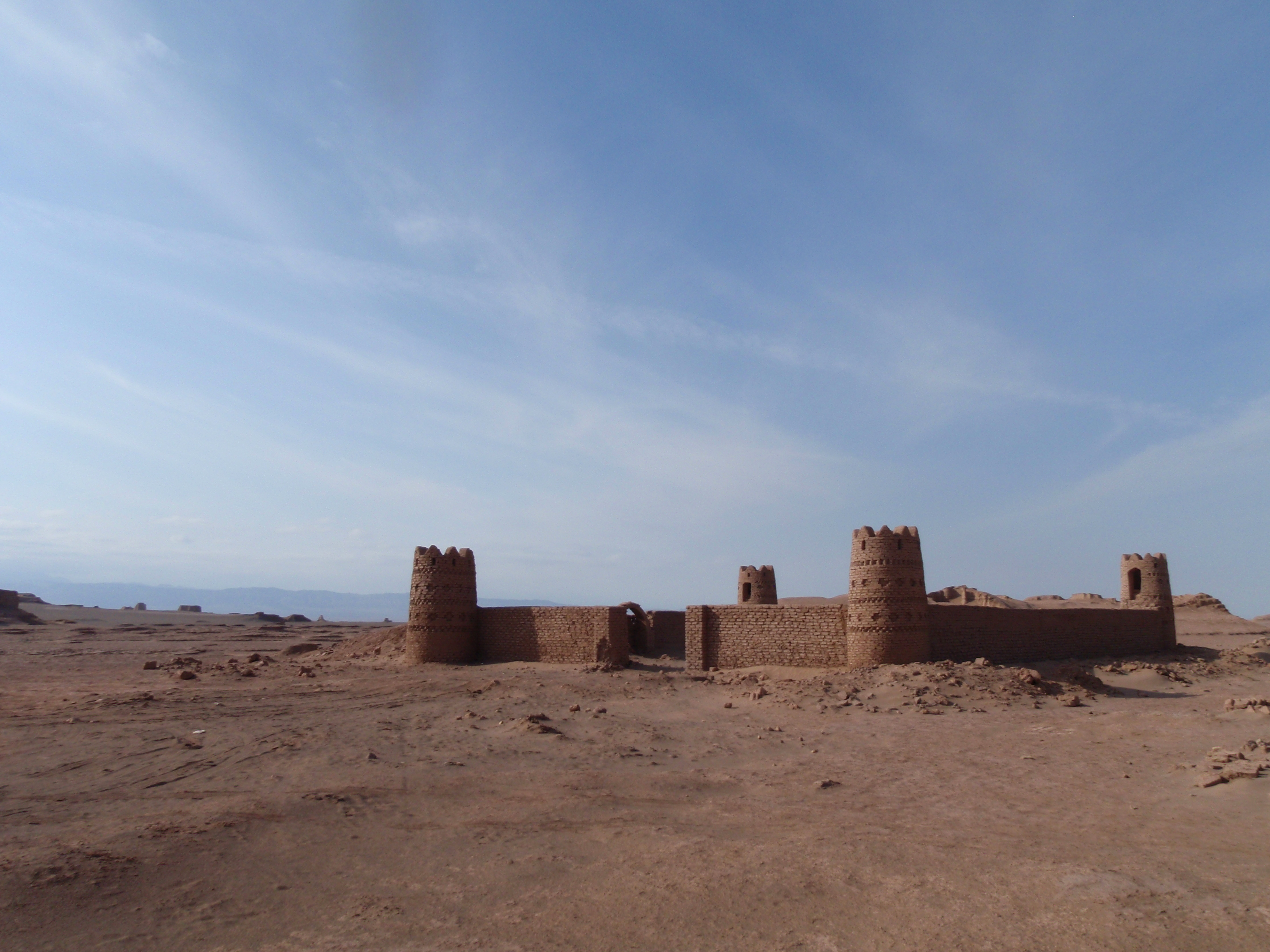
Caravançarai em ruínas no deserto de Dasht-e Lut, Irão

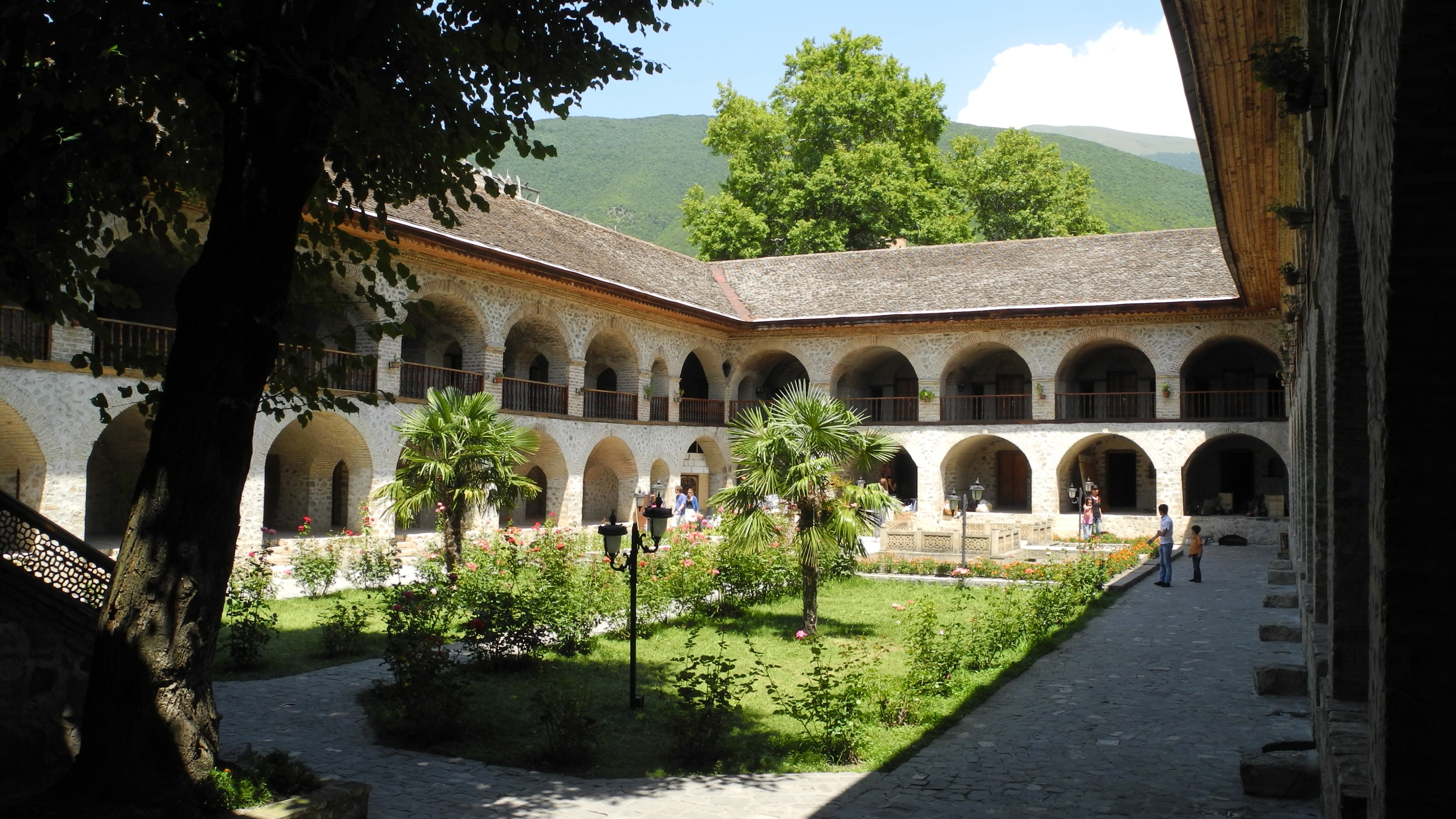
Caravançarai de Shaki, Azerbaijão

O termo caravançarai (também grafado caravançará, caravancerá e caravanceralho)  designava um tipo de estabelecimento de tipo hoteleiro (pousada ou estalagem) que se encontrava sobretudo no Médio Oriente, Ásia Central e Norte de África, mas que também existiu um pouco por todo o Mediterrâneo e na China, que se destinava a mercadores viajantes. Geralmente esses estabelecimentos também tinham funções de armazém ou entreposto comercial e situavam-se à beira de estradas, embora também fosse comum existirem em áreas comerciais de cidades, sendo usual nestes casos que fossem também mercados.
Os caravançarais tinham uma função importante no apoio aos fluxos comerciais, proporcionando um local seguro onde os comerciantes em viagem, frequentemente estrangeiros, podiam descansar tendo as suas mercadorias e gado em segurança, e eram uma peça fundamental da extensa rede de rotas comerciais que ligavam a Ásia com o Médio Oriente, sudeste da Europa e Norte de África, especialmente ao longo da Rota da Seda.

## Termos equivalentes e etimologia

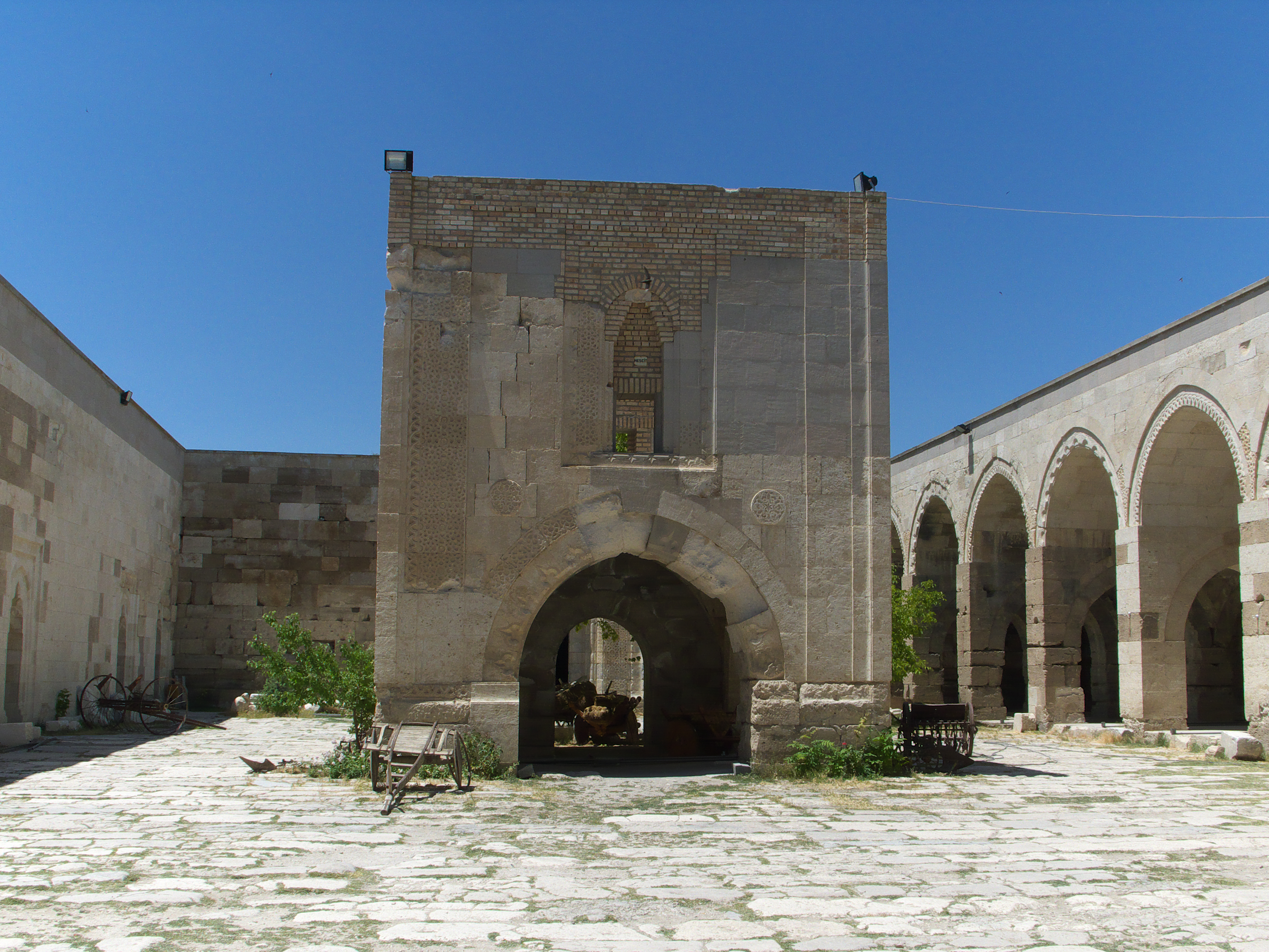
Pátio interior do Sultanhanı, um caravançarai seljúcida perto de Aksaray, Turquia; ao centro, sobre a arcada, encontra-se uma antiga mesquita

"Caravançarai" significa literalmente em persa "palácio de caravanas" (çara, a que se adiciona o sufixo yi, significa palácio ou edifício com pátios interiores). Os nomes ou respetivas transliterações variavam conforme a região e as línguas.
Os termos bedesten e kaysaryia, também aplicados a mercados cobertos ou armazéns de mercadorias, são igualmente usados como sinónimos de caravançarai, bem como wakala, ribat ou rabat; estes últimos deram origem ao português "arrábita" e "arrábida" e são mais usualmente associados a certas fortalezas ou mosteiros fortificados que se encontram no Norte de África.
No Magrebe designavam-se funduq, funduque ou fondouk, um termo que por vezes também surge noutras paragens e era usado na Península Ibérica durante o período muçulmano. No subcontinente indiano eram designados por sarai.[carece de fontes?]
Nas cidades e colónias das repúblicas marítimas italianas, eram designados fondachi (singular: fondaco), um termo que tem origem no árabe فندق (funduq), que significa literalmente "casa-armazém", e que por sua vez provém do grego πάνδοκος (pousada). O mesmo termo deu origem ao espanhol fonda, que ainda hoje é sinónimo de pensão ou estalagem modesta que fornece alojamento onde se serve comida.

## História

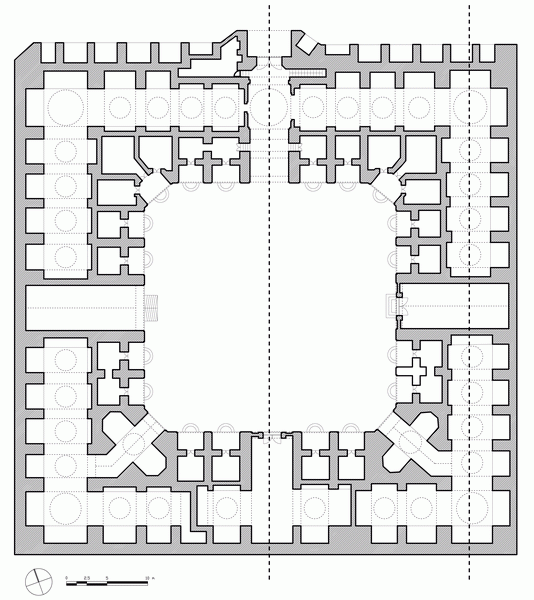
Planta de um caravançarai safávida na região de Karaj, Irão

A origem deste tipo de estabelecimento remonta ao Império Aquemênida, onde existia a chamada Estrada Real, reconstruída por Dario I no século V a.C. e que se estendia por 2 500 km, entre Susa e Sárdis. O geógrafo grego Heródoto (século V a.C.) refere que «ao longo de toda a sua extensão existem estações reais e excelentes caravançarais; e atravessa terras inabitadas e é livre de perigo».
Os caravançarais floresceram principalmente durante a expansão islâmica e os séculos que se lhe seguiram, estando ligados ao aumento do comércio por terra entre o Oriente e o Ocidente, nomeadamente da Rota da Seda, que só declinou após a abertura das rotas oceânicas pelos portugueses a partir dos últimos anos do século XV. A maior parte dos caravançarais foram construídos entre os séculos IX e XIX e cobrem uma área geográfica centrada na Ásia Central. Foram construídos aos milhares, e em conjunto constituem um fenómeno de grande importância do ponto de vista não só económico, mas também social e cultural. A maior parte deles encontra-se atualmente em ruínas ou muito degradados, apesar de muitos estarem classificados como monumentos e alguns se encontrarem em bom estado.

## Arquitetura
Tipicamente, um caravançarai era um edifício ou recinto de planta quadrada ou retangular, com muros em toda a volta, com um único portão de acesso, suficientemente largo para permitir a passagem de animais muito carregados, como camelos. O pátio central era quase sempre a céu aberto e era rodeado de divisões idênticas que tinham aposentos para acomodar os mercadores e os seus servos, animais e mercadorias.
Os caravançarais forneciam água para consumo humano e dos animais, lavagens e abluções. Por vezes tinham balneários elaborados. Também tinham comida para animais e lojas onde os viajantes podiam abastecer-se. Além disso, algumas lojas também compravam bens aos mercadores em viagem.